# Pastila (farmakologija)
Pastila (oribleta) je oblik farmaceutskog doziranja. Krutina je i jednodozni pripravak koji polaganim otapanjem u ustima ostvaruje lokalni učinak u usnoj šupljini i grlu. Izrađuje ga se u kalupima. Obično sadržavi tvari za poboljšan okus i zaslađivače.
Pastila za grlo je mala, tipično ljekovita tableta namijenjena za polagano otapanje u ustima kako bi se privremeno zaustavio kašalj, podmazala i umirila nadražena tkiva grla obično zbog upale grla), moguće od obične prehlade ili gripe. 